# Chinchippus peruvianus
Espèce
Chinchippus peruvianus est une espèce de solifuges de la famille des Ammotrechidae.

## Distribution
Cette espèce est endémique de la région d'Ica au Pérou. Elle se rencontre sur les îles Chincha, les  îles Sangayán et la péninsule de Paracas.

## Description
Les mâles mesurent de 12,5 à 13,5 mm et les femelles de 12,0 à 16,0 mm.

## Étymologie
Son nom d'espèce lui a été donné en référence au lieu de sa découverte, le Pérou.

## Publication originale
- Chamberlin, 1920 : South American Arachnida, chiefly from the guano islands of Peru. Brooklyn Museum of Science Bulletin, vol. 3, no 2, p. 35-44.